# James Sherburne
James Sherburne, né le 22 mai 1925 à East Lansing, dans le Michigan, et mort le 7 mai 2011 à Lawrenceburg dans le Kentucky, est un écrivain américain de roman policier et de roman historique.

## Biographie
Il passe sa jeunesse à voyager au gré des affectations de son père militaire de carrière (Michigan, Washington, Arizona, Texas, Illinois). En 1943, il s’enrôle comme aspirant officier dans l’armée. L'année suivante, il reçoit un brevet de l'université Northwestern. Jusqu'à la fin de la Seconde Guerre mondiale, il commande un vaisseau anti-sous-marin dans l'Océan Pacifique. De retour aux États-Unis, il reprend ses études à l’université du Kentucky, dont il sort diplômé en 1947. Il travaille comme employé dans une agence publicitaire à Chicago, puis en devient le directeur créatif. En 1970, il s’installe dans le Comté de Woodford dans le Kentucky où il devient enseignant et écrivain.
Il a publié dix romans, dont cinq mettent en scène le journaliste sportif Paddy Moretti, spécialiste de la chronique hippique. Quatre des cinq aventures de ce reporter, qui appartiennent toutes au genre du roman policier historique, ont été traduites à la Série Noire. Lors de sa première enquête, La Mort sur un cheval blême (1980), Moretti est envoyé à Saratoga pour couvrir le concours organisé en 1880 par la société des eaux thermales de la ville. Sur place, il est bientôt amené à faire toute la lumière sur une vaste affaire d'escroquerie qui est la cause de plusieurs morts suspectes. Les cinq autres romans de Sherburne, non traduits en France, sont des romans historiques. Rivers Run Together (1974) a pour décor la manifestation ayant provoqué une émeute en marge de la convention démocrate à Chicago en 1968.

## Œuvre

### Romans

#### SériePaddy Moretti
- Death’s Pale Horse (1980) Publié en français sous le titre La Mort sur un cheval blême, Paris, Gallimard, Série noire no 1802, 1980.
- Death’s Gray Angle (1981) Publié en français sous le titre Le Cavalier maudit, Paris, Gallimard, Série noire no 1892, 1982.
- Death’s Clended Fist (1982) Publié en français sous le titre La Pétroleuse et le Pur Sang, Paris, Gallimard, Série noire no 1901, 1982.
- Death’s White City (1987) Publié en français sous le titre La Cité blanche de la mort, Paris, Gallimard, Série noire no 2179, 1989.
- Death’s Bright Arrow (1989)

#### Autres romans
- Hacey Miller (1971)
- The Way to Forth Pillow (1972)
- Stand Like Me (1973)
- Rivers Run Together (1974)
- Poor Boy and a Long Way from Home (1984)

## Sources
- Claude Mesplède (dir.), Dictionnaire des littératures policières, vol. 2 : J - Z, Nantes, Joseph K, coll. « Temps noir », 2007, 1086 p. (ISBN 978-2-910-68645-1, OCLC 315873361), p. 767-768.
- Claude Mesplède  et   Jean-Jacques Schleret (Éd. rév. de: SN, voyage au bout de la Noire), Les auteurs de la Série noire, 1945-1995, Nantes, Joseph K, coll. « Temps noir », 1996, 627 p. (ISBN 978-2-910-68611-6, OCLC 300207570), p. 421-422.